# LO-167 Ladylove (schip, 1903)
De LO-167 Ladylove (Geliefde) was een Britse stoomtrawler van 230 ton. Ze werd gebouwd in 1903 door Cook, Welton & amp. Gemmell Ltd, Beverley, Engeland.
- 04.1903 Opgeleverd als H-725 Ophir voor Pickering & Haldane’s Steam Trawling Co Ltd, Hull.
- 1915 Gevorderd door de Britse Admiralteit als armed trawler HMS Ophir III.
- 02.1919 Terug naar de handelsvloot als GY-1220 Ophir voor Crampin Steam Fishing Co Ltd, Grimsby.
- 1933 Verkocht aan Walker Steam Trawl Fishing Co Ltd, Aberdeen. Vernoemd: A-232 Star of Moray
- 1934 Verkocht aan Hewett Fishing Co Ltd, Londen met aldaar haar thuishaven. Vernoemd: LO-167 Ladylove
- 07.1940 Gevorderd door de Britse Admiraliteit als HMS Ladylove (FY 335)
- 10.1940 Terug naar de eigenaar.

## Geschiedenis
22 augustus 1941 onderweg van Fleetwood, Engeland via Stornoway op 25 augustus, naar IJsland zonder lading
Om 14.35 u. op 27 augustus 1941, trof de U-202 onder bevel van Hans-Heinz Linder, een trawler met één torpedo. Er werd toen waargenomen dat het schip tot zinken werd gebracht in 15 seconden tijd. De trawler ontplofte en alle 14 bemanningsleden kwamen hierbij om. Dit schip moet de Ladylove geweest zijn, die vermist werd op 30 augustus in de buurt van IJsland.